# Corvo-do-cabo
O Corvus capensis é uma ave da família Corvidae (corvos)

## Características
- Comprimento: 48 — 50 cm
- Envergadura:
- Peso:
- Longevidade: